# 布引の滝 (兵庫県)
布引の滝（ぬのびきのたき）は、神戸市中央区を流れる布引渓流（名水百選）にある4つの滝の総称。日本三大神滝のひとつ。日本三大名瀑にも選ばれることがある。布引滝とも表記する。名瀑として知られる古来の景勝地である。
かつて役小角が開いた滝勝寺の修験道行場として下界とは一線を画する地であったが、現在は渓流沿いおよび布引山（森林浴の森100選）一帯から滝を経て布引ハーブ園へと至る遊歩道が整備され、鉄道駅からも気軽に立ち寄ることができるようになっている。

## 概要
六甲山の麓を流れる生田川の中流（布引渓流）に位置し、上流から順に、雄滝（おんたき）、夫婦滝（めおとだき）、鼓滝（つつみだき）、雌滝（めんたき）からなる。和歌山県那智勝浦町の那智滝、栃木県日光市の華厳滝とともに三大神滝とされ、日本の滝百選に選ばれている。
平安時代の歌物語『伊勢物語』や歴史物語『栄花物語』をはじめ、古くから宮廷貴族たちが和歌に詠むなど多くの紀行文や詩歌で紹介される文学作品の舞台となっている。
生田川下流流域には、布引の滝を詠んだ和歌にちなんで名付けられた地名がある。
- 雄滝 - 高さ 43m、滝壺は面積430m2、深さ6.6m、滝の横には5箇所の甌穴（最大のもので10畳大）があり、竜宮城に続いているという伝説がある。
- 夫婦滝 - 高さ 9m
- 鼓滝 - 高さ 8m
- 雌滝 - 高さ 19m

## 代表的な文学作品
- 布引の滝のしらいとなつくれは 絶えすそ人の山ちたつぬる（藤原定家）[1]
- 抜き乱る人こそあるらし白玉の 間なくも散るか袖のせばきに (在原業平)[2]
- 浄瑠璃・歌舞伎『源平布引滝』
- 夏なお寒き布引の 滝の響きをあとにして 神戸の里を立ちいずる 山陽線路の汽車の道 (鉄道唱歌 第二集一番)

## 所在地
〒651-0058 兵庫県神戸市中央区葺合町

## 交通アクセス
- 山陽新幹線 新神戸駅 徒歩8～10分で雌滝、雌滝から徒歩8分で雄滝
- 神戸市営地下鉄西神・山手線新神戸駅 徒歩10～12分で雌滝、雌滝から徒歩8分で雄滝

## 周辺情報
- 徳光院 - 滝勝寺跡に建立された禅寺
- 雷声寺
- 布引展望台
- 布引五本松ダム - 日本最古のコンクリートダム（国の重要文化財）、布引貯水池（ダム湖百選）
- 布引ハーブ園
- 北野町山本通
- 布引中学校

## 備考
「布引の滝」あるいは「布引滝」と名付けられた同名の滝は、ほかに多数ある。以下に例として挙げる。
- 京都府与謝郡伊根町（落差100mの滝、浦島太郎伝説、布引滝 (京都府)を参照）
- 三重県熊野市（日本の滝百選、布引の滝 (三重県熊野市)を参照）
- 三重県南牟婁郡紀宝町
- 三重県津市
- 鳥取県鳥取市
- 鹿児島県姶良市
- 鹿児島県熊毛郡屋久島町（屋久島）

## 文献
- ファラ・ディビッド編著『布引の滝のうた　詩歌・和歌・俳句』(The poems of Nunobiki Falls)審美社、2003年11月、ISBN 4788370786
  - 英文を併記